# Szerhij Olekszandrovics Szidorcsuk
Szerhij Olekszandrovics Szidorcsuk (ukránul: Сергій Олександрович Сидорчук; Zaporizzsja, 1991. május 2. –) ukrán válogatott labdarúgó, a Dinamo Kijiv játékosa.
Az ukrán válogatott tagjaként részt vett a 2016-os Európa-bajnokságon.

## Sikerei, díjai
Dinamo Kijiv
- Ukrán bajnok (3): 2014–15, 2015–16, 2020–21
- Ukrán kupa (4): 2013–14, 2014–15, 2019–20, 2020–21
- Ukrán szuperkupa (4): 2016, 2018, 2019, 2020